# Rezervația faunei sălbatice Shaumari
Shaumari Wildlife Reserve (în română: Rezervația faunei sălbatice Shaumari) este o rezervație naturală iordaniană din apropierea orașului Azraq, aflată aproximativ la 100 km (62 mi) est de Amman.|
Este o rezervație importantă la nivel regional, creată în 1975 de Societatea Regală pentru Conservarea Naturii ca centru de reproducere a faunei sălbatice pe cale de dispariție sau dispărută local. Rezervația cu o suprafață de 22-kilometru-pătrat (8,5 mi2) este un mediu protejat înfloritor pentru unele dintre cele mai amenințate specii de animale din Orientul Mijlociu. Unele dintre specii includ oryx arab, struți somalezi, onagri persani (un măgar sălbatic asiatic din Iran) și gazele.